# キウザーニコ
キウザーニコ(伊: Chiusanico)は、イタリア共和国リグーリア州インペリア県にある、人口約600人の基礎自治体（コムーネ）。

## 地理

### 位置・広がり

#### 隣接コムーネ
隣接するコムーネは以下の通り。括弧内のSVはサヴォーナ県所属を示す。
- ボルゴマーロ
- カラヴォーニカ
- チェージオ
- キウザヴェッキア
- ディアーノ・アレンティーノ
- ルチナスコ
- ポンテダッシオ
- ステッラネッロ (SV)
- テスティコ (SV)

### 地震分類
イタリアの地震リスク階級 (it) では、2 に分類される
。

## 行政

### 分離集落
キウザーニコには、以下の分離集落（フラツィオーネ）がある。
- Gazzelli, Torria

## 姉妹都市
- Vilobí del Penedès、スペイン 2003年